# Thousand Miles
Thousand Miles è un singolo del rapper australiano The Kid Laroi, pubblicato il 22 aprile 2022.

## Descrizione
Il brano, di genere pop, racconta di alcune relazioni amorose che l'artista ha intrapreso, dicendo che non cambierà mai. È stato anticipato nel corso del 2021 su varie piattaforme social come Instagram e Twitch, per poi subire un leak per intero il 1º aprile 2022.

## Video musicale
Il video musicale, diretto da Christian Beslauer, è stato reso disponibile in concomitanza con l'uscita del singolo.

## Tracce
Testi e musiche di Charlton Howard, Andrew Watt, Louis Bell e Billy Walsh.
1. Thousand Miles – 2:45

## Classifiche

### Classifiche settimanali
| Classifica (2022) | Posizione massima |
| ----------------- | ----------------- |
| Australia         | 4                 |
| Austria           | 42                |
| Canada            | 11                |
| Danimarca         | 19                |
| Francia           | 172               |
| Germania          | 71                |
| Grecia            | 56                |
| Irlanda           | 19                |
| Islanda           | 16                |
| Libano            | 16                |
| Lituania          | 47                |
| Norvegia          | 13                |
| Nuova Zelanda     | 6                 |
| Paesi Bassi       | 29                |
| Portogallo        | 69                |
| Regno Unito       | 21                |
| Repubblica Ceca   | 80                |
| Slovacchia        | 61                |
| Stati Uniti       | 15                |
| Sudafrica         | 37                |
| Svezia            | 14                |
| Svizzera          | 35                |
| Ungheria          | 35                |

### Classifiche di fine anno
| Classifica (2022) | Posizione |
| ----------------- | --------- |
| Australia         | 31        |
| Canada            | 64        |